# سیاه خان (هیرمند، جنوب)
سیاه خان یک روستا در ایران است که در بخش مرکزی شهرستان هیرمند در استان سیستان و بلوچستان واقع شده‌است. سیاه خان ۵۸ نفر جمعیت دارد.